# ディヴァン (家具)

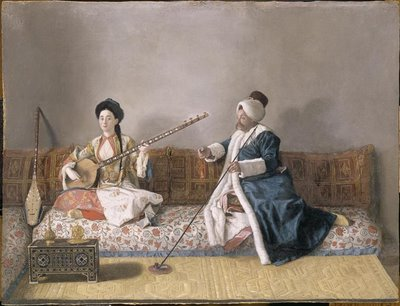
「トルコ風に座るLevett氏とGlavany嬢」（ジャン＝エティエンヌ・リオタール画、ルーヴル美術館所蔵）

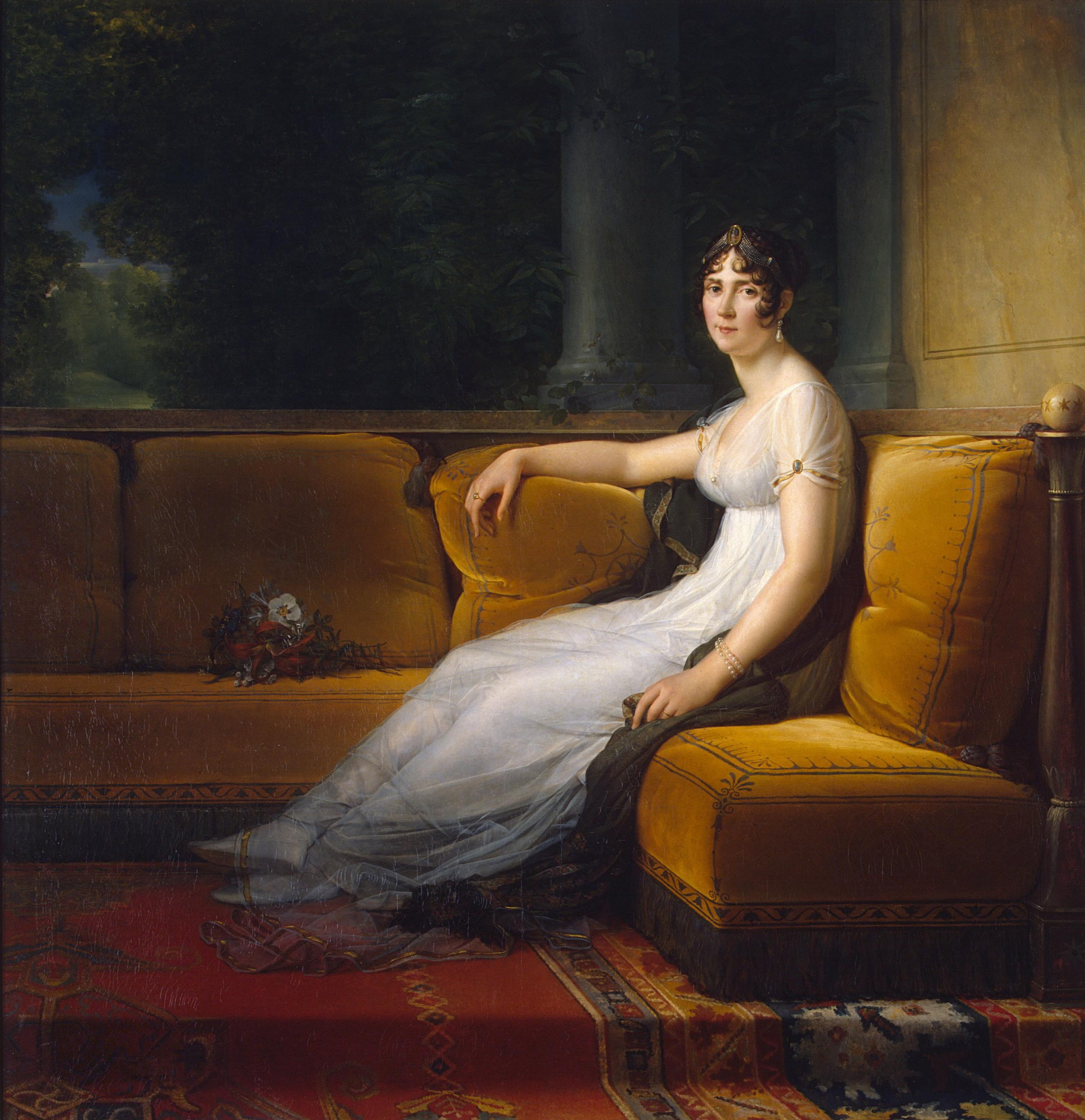
「ジョゼフィーヌ皇后」（フランソワ・ジェラール画、エルミタージュ美術館所蔵）

ディヴァン（英語: Divan）はソファの一種で、もともとは背もたれやひじ掛けがないもので、少し高くなった床に置かれたマットレスで、部屋の壁際や隅などに置かれていた。ペルシャ語起源でアラビア語を通して、トルコ語からきた言葉で、オスマン帝国で広く使われて、その後18世紀にヨーロッパにもたらされて流行し、形状も多少変形した。
ジークムント・フロイトが患者を座らせて精神分析したのは、ディヴァンであった。
同じペルシャ語起源の言葉に、ペルシャ語・アラビア語の個人の「詩集」を意味する「ディヴァン（詩集）」があり、またペルシャやアラブの国の「庁」・「局」やその長官を意味する「ディヴァン（組織）」があったのは、そうした長官の事務所には沢山の書類があり、そうした家具があったからである。

## 参照項目
- 椅子